# Le Sang (film, 1972)
Pour les articles homonymes, voir Sang (homonymie).
Pour plus de détails, voir Fiche technique et Distribution.
Le Sang est un film français de Jean-Daniel Pollet présenté au Festival de Cannes en 1972 et sorti en 2001.

## Synopsis
Une dizaine de jeunes gens entreprennent un périple à travers le causse Méjean. Au cours de leur voyage, ils vont s'adonner à leurs pulsions, entre autres en égorgeant plusieurs animaux, dont un sanglier, un mouton et une vache.

## Fiche technique
Sauf indication contraire, les informations mentionnées dans cette section peuvent être confirmées par la base de données cinématographiques IMDb,  présente dans la section « Liens externes ».
- Titre original : Le Sang
- Réalisation : Jean-Daniel Pollet
- Scénario : Costas Ferris, Serge Ouaknine, Jean-Pierre Lajournade et Jean-Daniel Pollet
- Production : Claude Lelouch, Jean-Daniel Pollet
- Sociétés de production : Ilios Films - Les Films 13
- Pays de production :  France
- Langue originale : français
- Durée : 87 minutes
- Dates de sortie : 
  - France : mai 1972 (Festival de Cannes 1972[1]) ; 22 octobre 2001 (brièvement en salles[2]) ; 16 mars 2020 (DVD[3])
- Classification :
  - France : Interdit aux moins de 16 ans

## Distribution
- François Bertin
- Micheline Bovet
- Eva Farkas
- Claude Melki : Léon
- Costas Ferris
- Les Tréteaux libres
- Sylviane Fioramonti
- Jean-Claude Praly
- Bernard Heymann
- Jean-Marc Bassoli
- Maria Schneider

## Production
Le tournage a lieu sur le causse Méjean en Lozère au cours de l'été 1971

## Exploitation
Dans Archives secrètes du cinéma français 1945-1975, Laurent Garreau indique que la commission de contrôle des films a interdit totalement Le Sang le 24 octobre 1972, au motif que « ce film était marqué d'une série de très graves complaisances allant dans le sens de la cruauté et du mépris de la vie ».
Émile Breton note, dans un article publié en 2001 à l'occasion de la rétrospective « quasi intégrale » proposée par le Centre Pompidou, que cette dernière comprend « même Le Sang, que Pollet jusqu'ici ne tenait pas à montrer ».

### Sélection
- Festival de Cannes 1972 (sélection de la Quinzaine des réalisateurs)[1]

### Accueil critique
« Le Sang rejoue l’utopie du Living Theatre, compagnie théâtrale fondée en 1947 et vantant la création collective, la libération des corps et la contre-culture. Seulement, on l’a dit, le bonheur est dangereux, l’utopie mortelle : Léon se noie dans la danse, comme Tobias dans Tu imagines Robinson se noie dans la mer, croyant y trouver la liberté. La leçon est donc terrible : l’évasion est une illusion mortelle. »

— Stéphane Bouquet